# 魔法少女リリカルなのはStrikerS
『魔法少女リリカルなのはStrikerS』（まほうしょうじょリリカルなのはストライカーズ、英:Magical girl lyrical Nanoha StrikerS）は、独立UHF系各局およびファミリー劇場で2007年4月から9月にかけて全26話が放送されたテレビアニメ作品で、『魔法少女リリカルなのはシリーズ』の第3期作品。略称は『StrikerS』（ストライカーズ）。
キャッチコピーは「魔法少女、育てます。」。

## 概要
本作は、前々作の第1期『魔法少女リリカルなのは』と、前作の第2期『魔法少女リリカルなのはA's』とは色々な点で大きく異なる作品になっている。
前2作の10年後の話であるため、なのはやフェイトなどの主要キャラクターの容姿や立場などが前2作とは大きく変わっている。主な舞台も、前2作は日本の海鳴市（原作の『とらいあんぐるハートシリーズ』の舞台でもある）だったが、本作では魔法文明の中心地のミッドチルダに変わっている。
新しいキャラクターが多数登場し、「機動六課」に配属された4人の新人フォワード（スバル達）の成長なども描かれている。登場キャラクターが多いため、1人で複数役を担当する声優も多かった。魔法に関しては（高速高々度の）飛行魔法が高ランク扱いとなり、「飛べない」魔導師が数多く登場する。
スピンオフ元である『とらいあんぐるハート3』に由来する設定の影はほとんどなくなっている。また、本作から『とらいあんぐるハートシリーズ』の製作元である「ivory」の表記が原作欄からなくなった。
前2作はそれぞれ1クール全13話で構成された4：3サイズでの制作・放送だったが、本作は2クール全26話で構成された16：9サイズでの制作となっている。

### 制作経緯
プロデューサーの三嶋章夫は「A'sの制作が終わった段階でこれでなのはシリーズは終わりなのかなとぼんやりと思っていたが、そこに都築さんが19歳のなのはのラフイラストを持ち込んできたところから企画が始まった」とアニカン35号で語っており、本作の企画は原作者である都築真紀がきっかけとなって開始された。都築によればコンセプトは「（機動六課の）全員が主人公」。また、最初の企画では続編ではなく継承作という形でタイトルから「なのは」を外し、ミッドチルダを舞台にスバルを主役として、なのは達は中心人物から外す方向で動き出したという。
なのは・フェイト・はやてなどのメインキャラクターの多くは19歳で、もうすぐ20歳と成人に近い年齢だが、タイトルはこれまでに引き続き「魔法少女」のままである。これについて都築は、メガミマガジンで「女の子は心がキラキラ輝いていればいつまでだって少女ですよ？」と冗談交じりに答えている。三嶋も、タイトルに関してはスタッフと激論を交わしたが、「魔法少女リリカル」という看板は外したくなかったという旨をインタビューで述べている。なお、2007年4月に行われたイベント「リリカル☆パーティーIII」で、「19歳になったなのは達は、もう少女ではない？」の質問に対し、参加していた出演者10人全員が「イエス」と答えた。

## ストーリー
「闇の書事件」（第2期『A's』）から10年後の新暦0075年。19歳になった高町なのは、フェイト・T・ハラオウン、八神はやての3人は、育まれた絆を胸に、それぞれの夢を追うべく時空管理局に所属。一流の魔導師として活躍していた。
そんな中で新たに発見されたロストロギア「レリック」とそれを狙う謎の機械兵器「ガジェットドローン」の出現。「レリック事件」と呼ばれるそれらの状況に対応するため、はやては迅速に対応できる部隊が必要だと思い、ロストロギア関連の任務を扱うための部隊設立に動き、それが「機動六課」として結実する。
一方、遡ること4年前。スバル・ナカジマは空港火災に巻き込まれた際、なのはによって命を救われる。自身の理想を体現したかのような彼女に憧れたスバルは、満天の星の下、管理局の魔導師になることを決意する。
それから4年経ち、紆余曲折の末に晴れて管理局魔導師として2年の実績を積んだスバルは、訓練校時代からのコンビパートナー、ティアナ・ランスターと共に魔導師の昇格試験に挑んでいた。それを見つめるのは「機動六課」の有望な人材として二人に目をつけたはやてとフェイト、そしてなのは。3人が見つめる中、試験開始を告げるリインフォースII（ツヴァイ）とともに『StrikerS』の物語が幕をあける。

## 用語

### 技術・能力
AMF
正式名称は「アンチマギリンクフィールド（Anti Magi-link Field）」。
効果範囲内の魔力結合を解いて魔法を無効化するAAAランクの高位防御魔法で、フィールド系に分類される。その効果範囲内では攻撃魔法どころか移動系魔法も妨害される。しかし無効化するのはあくまで魔力の結合であり、魔力によって加速された物体や魔力以外のエネルギーは防御出来ず、強化が成された物体に対しても充分な防御はできない。上級者はこの空間内でも魔法を使って戦うことが出来るが、それでも激しい消耗を強いられる。
プロジェクトF（またはF計画）
第1期で初登場し、当初は「プロジェクトF.A.T.E」と呼ばれていた計画（劇中で略称としてF計画とプロジェクトFが使われ迷走していたが2クール目に入ってプロジェクトFで統一された）。プレシアはこの技術を用いてアリシアのクローン「フェイト・T・ハラオウン（当時はフェイト・テスタロッサ）」を生み出し、モンディアル家では病死した息子のクローンを「エリオ・モンディアル」本人と偽って育てていた。
生命操作技術の一つで、スカリエッティが構築した基礎理論をプレシア・テスタロッサが発展させ完成させた。クローニングした素体に記憶を定着させることにより、従来の技術では考えられない程の知識や行動力を最初から与える事が出来る。その最大の目的は、元となった人物の肉体と記憶の複製。しかし、元となった人物の完全再現だけは叶わず、極限まで似てはいても「新たな人格と資質を備えた別人」として目覚める。フェイトにしてもエリオにしても、生み出した者達からは劣化コピーや失敗作といった評価をされている。
ジェイル・スカリエッティは元の理論を構築した人物であるため、全ての人造生命体の父という言い方もされている。彼はF計画の産物であるフェイトやエリオを「F計画の残滓」と呼び、強い興味を抱いていた。
シューティングアーツ
劇中に登場する格闘術の一種。スバルとギンガが用いるが、元々は彼女達の母親が得意としたもので、2人は母親から教わっている（スバルの場合は基礎が終わった段階で一度止めており、本格的に教わったのはギンガ）。
プロフェーティン・シュリフテン
カリム・グラシアが持つ古代ベルカの希少技能。その性質は一種の未来予知能力であり、来る未来の出来事を古代ベルカ語による詩文として表記することである。しかし内容は半年〜数年後の出来事をランダムに記す曖昧なものであり、他にもいくつかの難点を抱える、的中率・実用性共にかなり低い「良くあたる占い程度のもの」らしい。聖王教会と次元航行部隊のトップは参考程度に目を通すが、地上部隊は余り目を通さないとのこと。数年前からある事件を記すようになり、それが機動六課設立の切っ掛けとなる。
ウンエントリヒ・ヤークト
ヴェロッサ・アコースが持つ古代ベルカの希少技能。その能力は、黒い半透明の猟犬を無数に発生させて操る、一種の探索能力である。「無限の猟犬」とも称されることからこの猟犬は大量に発生させられることがうかがえ、更に猟犬自体の隠密性と耐久力にも富んでおり、並みのセキュリティでは探知出来ず、よしんば出来たとしても破壊は難しい。
能力限定（のうりょくげんてい）
文字通り対象の能力を制限する技術で、いわゆるリミッターのようなもの。
主にデバイスが対象となるようだが、対人に用いれば能力低下によって魔導師ランクが下がり、一部隊に優れた魔導師を幾人も所属させる裏技ともなる。解除権限は限定された対象の上司に委託される。また解除の回数には制限があり、回数を補填するには申請が必要である。なお、地上本部は査定が厳しく、申請が中々受理されないらしい。

### 部署・組織
聖王教会
数多くの次元世界に影響力を持つ有数の大規模組織。
教会騎士団を有しており、カリム・グラシアはここに所属している。ロストロギアの保守・管理も行っているため、時空管理局とは関係が深い。しかし、管理局員の中には強い権力を持つ聖王教会を敵視している者もいる。その名称と関係者の会話から「聖王」を主神とする宗教組織であることがうかがえる。
劇中ではシスターと騎士以外には回想シーンにて司祭とされる人物が一人登場しただけであり、位階制度などの詳細な組織構成については不明。
ナンバーズ
ジェイル・スカリエッティに造られ、その命令に従って行動する戦闘機人。
全員が数字に由来する名前を持ち、各々の胸元には名前が示す番号を刻んだプレートが着いている。数字は開発ナンバーであり必ずしも稼動順ではないが、数の小さい者は大きい者を妹と呼びその逆は姉と呼ぶ。個々に固有の武装とインヒューレントスキル（通称：IS）という特殊技能を持つ。
仲間意識は強く、ナンバーズ同士での信頼や友好は勿論、フェイトを始めとする人造魔導師達も親を同じくする仲間としている。またスカリエッティが逮捕された場合に備え、各々の体内にはスカリエッティの記憶を複写したクローンが仕込まれている。
その生誕は「純粋培養」と「クローン培養」の二種があり、前者は安定した量産型、後者は素体の能力再現を目的としたクローンで造られている。例外的にセインは純粋培養型ながら突然変異によって「ディープダイバー」というレアスキルを得た。1から4までのメンバーはスカリエッティの因子が強く反映されており、ナンバーズの中でも特殊な存在となっている。ウーノ、チンク、セッテ、ノーヴェはクローン培養、それ以外が純粋培養となっている。
「JS事件」の後、死亡したドゥーエを除く全員が捕縛・保護される。ウーノ、トーレ、クアットロ、セッテの4人は捜査に非協力的だったのでスカリエッティと共に軌道拘置所に収監され、残りの7人は更生保護施設で更生プログラムを受けることになる。しかし、その対価でスカリエッティと4人のナンバーズに反逆者の烙印を押される。スカリエッティと4人の場合登場可否は不明。

#### インヒューレントスキル
戦闘機人が有する、魔力以外の力を原動力とした特殊技能の総称。そのためにAMFの影響を受けずに発動出来る。綴りは「inherent skill」。劇中では「IS」と略称されることが多い。戦闘機人1人ずつに異なるものが与えられており、それぞれが特定の分野に特化されている。その多くは固有武装を用いることにより発動する。発動時はテンプレートと呼ばれる何重もの円が回転しながら不規則に動き回る特殊な陣形が発現するが、魔法陣ではない。
不可触の秘書（フローレス・セクレタリー）
ナンバーズ1、ウーノが持つIS。
自分や自分のいる施設をレーダーなどの探知から隠す「ステルス能力」と、知能の加速による「情報処理・統括力の向上」という二つの能力の総称。
偽りの仮面（ライアーズ・マスク）
ナンバーズ2、ドゥーエが持つIS。
自身の姿形を変える偽装能力。管理局と主要世界の身体検査を欺けられるように調整されている。劇中、正式な名称については明かされておらず、公式HPの人物紹介にて明らかになった。
ライドインパルス
ナンバーズ3、トーレが持つIS。
機動力の強化に重点を置き、高速移動に特化した身体強化系の能力。両の太ももと踝の部分に備えられた装甲から伸びる、虫状の羽として発現する。
シルバーカーテン
ナンバーズ4、クアットロが持つIS。
電子を操る能力で、効果範囲が非常に広い。レーダーや通信系統の混乱、コンピュータへのクラッキングは勿論、幻影や姿を隠す光学迷彩を起こすことも出来る。手の甲に備えられた逆三角形の部品を介して発動する。
ランブルデトネイター
ナンバーズ5、チンクが持つIS。
金属を爆発物に変化させる能力で、平時は投げナイフ型の固有武装「スティンガー」を用いて発動させる。「スティンガー」は投げて用いるため射程が広く、また転送によって唐突に出現させる事も出来る。
ディープダイバー
ナンバーズ6、セインが持つIS。
無機物を透過し自在に潜行できる能力。人差し指に小型カメラ型の固有武装「ペリスコープ・アイ」が付いており、潜行時はそれを潜望鏡のように突き出して地表の様子をうかがう。基本的に使用者であるセインのみに効果があるが、密着状態ならばセイン以外にも透過効果を与えることが出来る。また連れ込む対象がバリアジャケットなどの防護系能力が強く展開していると連れ込むことが出来ない。
スローターアームズ
ナンバーズ7、セッテが持つIS。
ブーメラン型の固有武装「ブーメランブレード」の扱いや投擲時の軌道制御などを為す能力。
レイストーム
ナンバーズ8、オットーが持つIS。
手の平より無数の光線を放つ。その性質は攻撃には勿論、対象を束縛するバインドや結界としても用いることができ、「レイストーム」はそれらの総称。
ブレイクライナー
ナンバーズ9、ノーヴェが持つIS。
固有武装であるガンナックルとジェットエッジ、そしてウィングロードに酷似した能力「エアライナー」の三種を統合した、蹴りを主体とする格闘技術の総称。なお、ガンナックルには射撃機能があり、牽制程度に使われる。
ヘヴィバレル
ナンバーズ10、ディエチが持つIS。
ディエチの体内で生成されるエネルギーを大型の砲身、イノーメスカノンで砲撃として出力する能力。砲撃の性質は変更することが可能で、スコープ機能を持つ左目と連携させることで長距離狙撃を可能としている。
エリアルレイヴ
ナンバーズ11、ウェンディが持つIS。
巨大な盾型の固有武装を飛行させる能力。速度と運搬性に優れ、発動者であるウェンディに加えて、人一人を詰めた大型スーツケースを楽々と運搬することが出来る。
ツインブレイズ
ナンバーズ12、ディードが持つIS。
赤い光を刃とする双剣型の固有武装を用いる能力。
『Vivid』において、聖王教会のシスターになっていたディードが教会の流儀に合わせて「光剣二刀(こうけんにとう)」と称されていた。
振動破砕
タイプゼロ・セカンド（スバル）が持つIS。
攻撃対象を超振動させ、内部から破壊する能力。生身の人間に対しても有効だが、精密機械を搭載する戦闘機人に対しては一撃必殺の効果を発揮する。その性質は接触兵器に分類され、触れる、または密接した相手にのみ発動出来る。

### ロストロギア
レリック
『StrikerS』の中核となる赤い結晶状のロストロギア。複数存在し、漫画版（新暦72年）の時点で3つが確認されている。
その使用用途は一切不明。強大な魔力を秘めた危険度の高いロストロギアで、確認された内の一つは周囲を巻き込んで消滅している。漫画版一話（『A's』エピローグ直後）で聖王教会のカリムから要請を受けた、なのは、フェイト、はやてが護送任務についている。エネルギーとして開放された際には凄まじい規模の爆発を引き起こすものとされ、スバル・ナカジマが巻き込まれた空港火災の原因にもなった。
正体不明ながら、その存在はカリム・グラシアのプロフェーティン・シェリフティンに謳われる「旧き結晶」であるとされ、「無限の欲望」との関連によって陸上部隊と管理局システムの崩壊を起こす危険物と目されている。スカリエッティはこのレリックを何十個も確保していた。
ジュエルシード
第1期でなのはがユーノと出会い、そして当時のフェイトと争う原因となったロストロギア。
全部で21個存在しており、PT事件で9個が失われ、残り12個が時空管理局に保管されていた。スカリエッティは地方に貸し出されていたこれを奪取、ガジェット・ドローンの動力源として流用していた。搭載されているものが本物なのかレプリカなのか、それが全てのガジェット・ドローンに内蔵されているのかどうかは不明。
聖王のゆりかご
古代ベルカの遺産の一つ。その正体は旧暦において一度は世界を滅ぼしたとされる強大な質量兵器で、全長数kmの巨大飛行戦艦。
かつては聖王家の居城として扱われていたようで、聖王は産まれてから死ぬまでこの船の中で生活していた事からゆりかごと呼ばれている。
一方で古代ベルカ時代においても既にロストロギアのようなものだったと言われるほど極めて古い存在であり、そのルーツに関してはアルハザードとも関連があったとされるが定かではない。
聖王のみが操る事が可能で、制御中枢である玉座に座らせる事で起動する。通常でも戦艦として圧倒的な火力を誇るが、ミッドチルダの軌道上まで昇ってそこに浮かぶ2つの月からの魔力供給を受ける事で次元跳躍攻撃や亜空間内での戦闘も可能になるほどの性能を発揮する事ができるとされ、さらに古代に発生した次元震現象もこのゆりかごが原因であったと言われるなど、その秘められた力は計り知れない。
艦内には常にAMFが張り巡らされ、さらに多数のガジェットドローンによって警備されている。もし何らかの理由で中枢部や制御システムに異常が発生しても自己防衛機能が発動、聖王との支配関係が逆転して聖王ともども最後まで戦闘を続行しようとする。聖王とのリンクが切り離された場合は艦内の魔力結合を解除し、さらに全ての通路を封鎖した後、自動航行で戦場から離脱するようセットされている。
かつては最高評議会が保管していたが、ジェイル・スカリエッティがこれを私物化し、聖王のクローンであるヴィヴィオを起動キーに据えて復活させ、ミッドチルダ首都を爆撃すべく衛星軌道上まで上昇を開始する。しかし、ヴィータが駆動炉を破壊、制御を担っていたクアットロも不在になり、さらにヴィヴィオがゆりかごから切り離された事で各機能が低下、最後はクロノが率いる時空管理局艦隊の一斉攻撃によって消滅した。
なお、スカリエッティ一派の本拠地は起動前の聖王のゆりかごを使用したものであるが、他にも地上にもう一つ研究施設を作っており、そこでナンバーズ達への指揮を執っていた。
『Vivid』では古代ベルカの戦国時代末期にてヴィヴィオのオリジナルであるオリヴィエが戦争を終結させるため自らを核にして起動させたと語られるが、このゆりかごとリンクした聖王は意識を奪われてただゆりかごを動かすだけの人形となり果て、加えてその生命も著しく消費するとされ、この事が原因でオリヴィエもまた終戦からまもなくして早逝してしまった。

### 機械・兵器
ガジェット・ドローン
レリックの発掘と同時に現れた謎の機械兵器群で、複数の機種が確認されている。
ジェイル・スカリエッティがレリックを探索・確保するために制作した物で、障害となるものは攻撃するように設定されている。このほか、スカリエッティたちがミッドチルダを侵攻する際の補助兵器としても使用。攻撃魔力を使用していない内蔵電源によるレーザーを発射する他、機種によって固有の装備を持つ。半自律型であり、完全な行動制御はスカリエッティ本人にも出来ない。AMFを発生させる機能を持っており、並みの魔導師では手に余る相手。大型機であるIII型はAMFの効果範囲が広い。またナンバーズに曰く「名無しの鉄屑」らしく、彼女達からは使い捨ての道具として見られている。スカリエッティは特に命名しなかったので、時空管理局側の呼称を彼らも使うようになった。
以下、現在確認されている機種
- ガジェット・ドローンI型 - 最も多く確認される機種。カプセルに似た円錐型で、コードを延ばして他の機械を制御する機能がある。
- ガジェット・ドローンI型改 - ガジェット・ドローンI型に、Tの字型シールドをバックに付け左右に6連装ミサイルポット二個装備している。
- ガジェット・ドローンII型 - 全翼機型の飛行専用機種。その武装は対空武器に限定されており、対地戦闘は行っていない。
- ガジェット・ドローンIII型 - 最も巨大な機種で、普段は球体の状態で待機している。火力と防御力に優れる。戦闘時はベルト状のアームを伸ばし、格闘戦も可能。
- ガジェット・ドローンIV型 - 蜘蛛を連想させる多脚型の機種。IV型というのは管理局が4番目に確認したからであり、元々は発掘された聖王のゆりかごに艦載機として配備されていたものである。スカリエッティはこの機体を参考にしてガジェットを設計したらしい。光学迷彩に近いステルス機能と騎士服を易々と貫く攻撃力を有する事から、奇襲などを得意としている。なのはが11歳の時、彼女に瀕死の重傷を負わせたのがこのタイプで、その当時、スカリエッティが既に聖王のゆりかごを発見してアジトにしていた事がうかがえる。

JF704式ヘリ
機動六課発足にあたって配備された輸送用ヘリコプター。二年前から採用され始めた最新鋭機。最初に導入された機体のパイロットはヴァイス・グランセニック。ヴァイスにより彼のデバイス「ストームレイダー」が組み込まれ、音声による応答や会話が可能となっている。前線メンバーを目的地まで運ぶ際などに用いられたが、機動六課襲撃の際に破壊される。その後別の同機種機体が配備され、そちらはアルト・クラエッタをパイロットとして再び6課の足となった。
質量兵器
魔力を用いない兵器の総称で、フェイトに曰く「大雑把に言えば魔力を使わない物理兵器」。現実の兵器を発展させたようなもの。
実質は「火薬や化学など魔力によらず大量破壊を生み出す兵器」を指す。
ミッドチルダ、ベルカを問わず古代はそちらを主に使っていたらしい。しかし指先一つで世界を滅ぼせるその危険性故に、後世に発足された時空管理局によって根絶、開発や所持も禁止された（それが『StrikerS』から約150年前。なお、ロストロギアの規制が始まったのも同時期。他の管理下次元世界でも禁止されているのかは不明）。
そして代わりに用いられるようになったのが、比較的クリーンで安全な力、魔法である。
アインヘリヤル
レジアス・ゲイズと最高評議会が開発、運用を推し薦める地上防衛用の3連装式大型魔導砲。
レジアスの補佐であるオーリスが完成を危惧し、公開意見陳述会での議論の主題となる程高い戦闘力を秘めた危険なものらしい。3基が開発されていたが、全てナンバーズによって破壊された。

### 能力の分類
個人単位の能力に寄る種名。
陸戦魔導師
射撃型魔導師
召喚魔導師

フロントアタッカー
魔導師のポジションの一つ。単身で敵陣に切り込み、味方の防衛ラインを守るのが主な役目。前線の中でも更に最前線に立つことが求められる。その性質上、防御能力などの生存スキルが高いことが最重要である。フロントアタッカーは武装隊流の呼び方で、救助隊ではフォワードトップと呼ばれる。
ガードウィング
魔導師のポジションの一つ。高機動力と優れた回避能力を持ち、如何なる位置からでも攻撃と防御が行なえることが求められる。フロントアタッカーとの連携や、センターガード・フルバックの保護が主な役目。
センターガード
魔導師のポジションの一つ。陣形の中央に立って誰よりも早く中 - 遠距離を制し、正確な援護射撃と前衛指揮を行うポジション。その役目柄、射撃型魔導師が担う。
フルバック
魔導師のポジションの一つ。後衛に控えて前衛の支援に勤め、時には大威力の攻撃魔法で敵に決め手となる攻撃をぶつけるポジション。後衛だからといって、動きが鈍かったり回避能力が低くてもいいということにはならず、動きの激しい前衛の行動を把握し、そのフォローに最適なポジションに素早く移動することが必要とされる。
人造魔導師
優秀な遺伝子を使って人工的に産み出した子供に投薬や機械移植等を行って後天的に優れた魔導師とする技術。またはそうされた魔導師達の総称。倫理面を初めとしたいくつもの問題があり、ティアナ曰く「よっぽどどうかしている連中」でもなければ手を出さない技術。
あくまでも「人体の改造」に留まっているためか戦闘機人に比べて失敗が多い。しかしジェイル・スカリエッティが戦闘機人を完成させるためにこの技術を学び、大きく発展させた。多くの人造魔導師、戦闘機人はスカリエッティの技術を元に製作されている。
戦闘機人（せんとうきじん）
人体に身体能力を強化するための機械部品をインプラントした存在の総称で、いわゆるサイボーグのようなもの。倫理的、技術的な問題からタブー視されているが、非合法組織では未だに開発が進んでいるらしい。
本来人体に機械を移植・融合させることは免疫を初めとしたいくつもの問題があり、実用化は不可能と目されていた。しかしジェイル・スカリエッティは素体に人造魔導師という「誕生段階で肉体が調整された素材」を用いる事により、戦闘機人技術を完成させた。この技術がスカリエッティによって実用段階まで開発された事で、何人もの違法研究者が戦闘機人を開発している。
かつてスバルとギンガの母親が死亡する事件を起こしたのも戦闘機人であるらしい。そのためか、ナカジマ家の人間は戦闘機人に対して複雑な感情を抱いている。劇中で登場する中では、ナンバーズおよびナカジマ姉妹がこれに含まれる。
タイプゼロ
ナンバーズがスバルとギンガに対して使った呼称。
スカリエッティとは異なる組織により生み出された戦闘機人の形式番号。ギンガは「タイプゼロ・ファースト」、スバルは「タイプゼロ・セカンド」と呼ばれる。俗にいう試作機の一号と二号。
レリックウェポン
ジェイル・スカリエッティがルーテシアとゼストに対して使った種名。「レリックに関する戦闘力を有した存在」であることがうかがえるが、それが何なのか、如何なる能力、特徴、欠点を有しているのかは一切が不明。

### 役職・通称
過去の行いや職業による種名、もしくは自称。
伝説の三提督
かつての時空管理局黎明期を支えた、最大の功労者とされる3人の提督。現在は一線を退き、それぞれ別の部署の長を努めている。ヴィータに曰く「（好意的な意味で）普通の老人会」。依然として時空管理局内での人望が厚いが、最高評議会によれば「最早人も世界も動かせはしない」らしい。なお、あくまでも尊称であり役職ではない。そのため、これによる権限は与えられていない。
免許による資格
現実にもあるように、劇中でも試験の合格者に対し、「そう呼ぶに値する技量の持ち主」として与えられる資格がある（実際する資格もある）。A'sで登場した執務官や提督もその一種。だが『StrikerS』で新たに登場した資格の多くは、管理局内のみの資格ではなく、検定のような一般人でも取れる類のもののようだ。『StrikerS』以前に登場した資格については『魔法少女リリカルなのはシリーズ』を参照の事。
以下『StrikerS』で新たに登場した資格
- 通信士 時空管理局での通信を管理する局員。試験形式ではなく研修形式で、難易度は低い。
- ヘリ操縦士 ヘリの操縦資格。アルファベットで力量を分けられ、最高位は「A」。
- デバイスマイスター デバイスの設計や開発に携わる資格。未成年でも取得が可能。

聖王（せいおう）
遥か古代、古代ベルカを統治していた人物。聖王の遺体や衣服類は聖王教会によって保存されており、それらには管理者が存在している。聖王自身の肉体が「聖王のゆりかご」の起動キーとなっている。
聖王の器（せいおうのうつわ）
ジェイル・スカリエッティが探し求めている存在。その真価は「聖王の証」と呼ばれるレリックを移植される事によって発揮する。劇中ではヴィヴィオが「聖王の器」であり、事件の重要な位置を占めている。
その実態は聖王の遺物からクローニングされた、肉体的には聖王と全く同じ体を持つ人造魔導師素体である。スカリエッティは古代ベルカの巨大飛行船艦「聖王のゆりかご」を起動させる管制体としてこれを求め、制御中枢として組み込み聖王のゆりかごを起動させた。
アンリミテッド・デザイア「無限の欲望」
最高評議会が生み出したアルハザードの遺児、ジェイル・スカリエッティの開発コードネーム。
新暦
魔法文化発展と共に始まった年号で、『StrikerS』時点で新暦75年を数える。なお、「伝説の三提督」が活躍したのは新暦が始まる前後の時代。

## スタッフ
- 原作・脚本 - 都築真紀
- 監督 - 草川啓造
- プロデューサー - 三嶋章夫、田中辰弥
- キャラクターデザイン - 奥田泰弘
- メカニックデザイン - 宮澤努
- 美術監督・美術設定 - 片平真司
- 色彩設計 - 田崎智子
- 撮影監督・3DCGI監督 - 中山敦史
- 3DCGI - 小森稲穂、福士直也
- 2Dモニターデザイン - 福士直也
- 音楽 - 佐野広明
- 音響監督 - 亀山俊樹
- プロモーション - 向後友紀子、石岡朋子、黒木宏昌
- スーパーバイザー - 田中勇
- エグゼクティブプロデューサー - 上村修
- アニメーション制作 - セブン・アークス
- 製作 - なのはStrikerS PROJECT

## 主題歌
オープニングテーマ
「SECRET AMBITION」（第1 - 17話）
2007年4月18日発売
作詞 - 水樹奈々 / 作曲 - 志倉千代丸 / 編曲 - 藤間仁（Elements Garden） / 歌 - 水樹奈々
「MASSIVE WONDERS」（第18 - 26話）
2007年8月22日発売
作詞 - 水樹奈々 / 作曲・編曲 - 矢吹俊郎 / 歌 - 水樹奈々

エンディングテーマ
「星空のSpica」（第1 - 14話）
2007年5月9日発売
作詞 - 椎名可憐 / 作曲・編曲 - 太田雅友 / 歌 - 田村ゆかり
「Beautiful Amulet」（第15 - 26話）
2007年8月1日発売
作詞 - 椎名可憐 / 作曲・編曲 - 太田雅友 / 歌 - 田村ゆかり

挿入歌
「空色の約束」（第8話）
2007年5月23日発売
作詞 - 都築真紀 / 作曲・編曲 - 佐野広明 / 歌 - 斎藤千和
「Pray」（第24話）
2007年8月22日発売
作詞 - Hibiki / 作曲・編曲 - 上松範康（Elements Garden） / 歌 - 水樹奈々

## 各話リスト
| 話数 | サブタイトル               | コンテ                  | 演出       | 作画監督                                 |
| ---- | -------------------------- | ----------------------- | ---------- | ---------------------------------------- |
| 1    | 空への翼                   | 草川啓造                | 中山敦史   | 小森篤                                   |
| 2    | 機動六課                   | 杉山正樹                | 畠山茂樹   | 橋本貴吉                                 |
| 3    | 集結                       | 友田政晴                | 古川政美   | 藤原利恵                                 |
| 4    | ファースト・アラート       | 久米一成                | 久米一成   | 久米一成                                 |
| 5    | 星と雷                     | うえだひでひと 日野一   | 吉田泰三   | 小森篤 内田孝                            |
| 6    | 進展                       | 井上修                  | 内山まな   | 古池敏也                                 |
| 7    | ホテル・アグスタ           | 井草かほる              | 笹木史郎   | 清山滋崇                                 |
| 8    | 願い、ふたりで             | 杉山正樹                | 畠山茂樹   | 小田裕康                                 |
| 9    | たいせつなこと             | 武内宣之                | 古川政美   | 橋本貴吉                                 |
| 10   | 機動六課のある休日（前編） | 福田道生                | 喜多村菜穂 | 飯村真一                                 |
| 11   | 機動六課のある休日（後編） | 静野孔文                | 宮崎修治   | 清水慶太                                 |
| 12   | ナンバーズ                 | 杉山正樹                | 園田雅裕   | 倉橋希                                   |
| 13   | 命の理由                   | 吉田泰三                | 吉田泰三   | 小森篤                                   |
| 14   | MOTHERS&CHILDREN           | 井上修                  | 内山まな   | 古池敏也                                 |
| 15   | SISTERS&DAUGHTERS          | 福田道生                | 畠山茂樹   | 大城勝                                   |
| 16   | その日、機動六課（前編）   | 友田政晴                | 古川政美   | 倉橋希                                   |
| 17   | その日、機動六課（後編）   | 草川啓造                | 中山敦史   | 橋本貴吉                                 |
| 18   | 翼、ふたたび               | 櫻井美知代              | 笹木史郎   | 鈴木佐智子 清山滋崇                      |
| 19   | ゆりかご                   | 大森英敏                | 宮崎修治   | 清水慶太                                 |
| 20   | 無限の欲望                 | 静野孔文 杉山正樹       | 中山敦史   | 阿部智之                                 |
| 21   | 決戦                       | 園田雅裕                | 園田雅裕   | 石山寛 小田裕康 （補佐） 斎藤圭 （補佐） |
| 22   | PAIN TO PAIN               | 井上修                  | 内山まな   | 古池敏也                                 |
| 23   | STARS STRIKE               | 草川啓造                | 畠山茂樹   | 倉橋希 大城勝 青島克                     |
| 24   | 雷光                       | 長尾粛                  | 笹木史郎   | 佐藤天昭                                 |
| 25   | ファイナル・リミット       | まついひとゆき 草川啓造 | 古川政美   | 橋本貴吉                                 |
| 26   | 約束の空へ                 | 吉田泰三                | 吉田泰三   | 小森篤 古川英樹 （補佐）                 |

## 放送局
| 放送期間                 | 放送時間                     | 放送局         | 対象地域 | 備考   |
| ------------------------ | ---------------------------- | -------------- | -------- | ------ |
| 2007年4月1日 - 9月23日   | 日曜 1:10 - 1:40（月曜深夜） | テレビ和歌山   | 和歌山県 |        |
| 2007年4月2日 - 9月24日   | 月曜 2:00 - 2:30（火曜深夜） | 三重テレビ     | 三重県   |        |
| 2007年4月3日 - 9月25日   | 火曜 2:00 - 2:30（水曜深夜） | KBS京都        | 京都府   |        |
|                          | 火曜 2:30 - 3:00（水曜深夜） | チバテレビ     | 千葉県   |        |
| 2007年4月5日 - 9月27日   | 木曜 1:00 - 1:30（金曜深夜） | テレ玉         | 埼玉県   |        |
| 2007年4月6日 - 9月28日   | 金曜 2:30 - 3:00（土曜深夜） | TOKYO MX       | 東京都   |        |
|                          | 金曜 3:15 - 3:45（土曜深夜） | tvk            | 神奈川県 |        |
| 2007年4月14日 - 10月6日  | 土曜 13:30 - 14:00           | ファミリー劇場 | 日本全域 | 再放送 |
| 2008年6月21日 - 12月13日 | 土曜 10:00 - 10:30           | AT-X           | 日本全域 | 再放送 |

| 放送期間 | 放送時間 | 配信元                              |
| -------- | -------- | ----------------------------------- |
|          |          | AbemaTV                             |
|          |          | Amazonビデオ Amazonプライム・ビデオ |
|          |          | DMM.com                             |
|          |          | dアニメストア                       |
|          |          | GYAO!                               |
|          |          | J:COMオンデマンド                   |
|          |          | music.jp                            |
|          |          | TSUTAYA TV                          |
|          |          | U-NEXT                              |
|          |          | アニメ放題                          |
|          |          | ひかりTV                            |
|          |          | バンダイチャンネル                  |
|          |          | ビデオマーケット                    |
|          |          | ビデオパス                          |

| 放送期間 | 放送時間 | 配信元                          |
| -------- | -------- | ------------------------------- |
|          |          | Amazonプライム・ビデオ          |
|          |          | Google Playムービー& TV YouTube |

| 放送期間                 | 放送時間           | 放送局     | 対象地域 | 備考             |
| ------------------------ | ------------------ | ---------- | -------- | ---------------- |
| 2008年10月4日 - 12月27日 | 土曜 08:00 - 09:00 | 有線兒童台 | 中国香港 | 連続放送／再放送 |

### 再放送
| 放送期間               | 放送時間                     | 放送局         | 対象地域       | 備考 |
| ---------------------- | ---------------------------- | -------------- | -------------- | ---- |
| 2012年1月5日 - 6月28日 | 木曜 2:15 - 2:45（金曜深夜） | テレビ東京     | 関東広域圏     |      |
|                        | 木曜 2:53 - 3:23（水曜深夜） | TVQ九州放送    | 福岡県         |      |
| 2012年1月6日 - 6月29日 | 金曜 2:40 - 3:10（木曜深夜） | テレビ大阪     | 大阪府         |      |
|                        | 金曜 3:00 - 3:30（木曜深夜） | テレビ北海道   | 北海道         |      |
| 2012年1月10日 - 7月3日 | 火曜 2:03 - 2:33（水曜深夜） | テレビせとうち | 岡山県・香川県 |      |
|                        | 火曜 3:00 - 3:30（水曜深夜） | テレビ愛知     | 愛知県         |      |

| 放送期間               | 放送時間           | 放送局     | 対象地域 | 備考                                   |
| ---------------------- | ------------------ | ---------- | -------- | -------------------------------------- |
|                        |                    | 有線兒童台 | 中国香港 | 香港開電視再放送                       |
| 2019年3月16日 - 9月7日 | 土曜 17:00 - 17:30 | 香港開電視 | 中国香港 | 有線兒童台再放送／20話で放送事故があり |

## 関連作品
『StrikerS』は、ドラマCDや漫画でのみ登場する情報や人間関係、アニメ本編に先駆けて登場する初出情報などの補完が多く、作品を理解する上で非常に重要な位置づけにある。

### DVD・BD
| 巻          | 発売日         | 収録話          | 規格品番 |
| 日本国内    | 日本国内       | 日本国内        | 日本国内 |
| ----------- | -------------- | --------------- | -------- |
| Vol.1       | 2007年7月25日  | 第1話 - 第3話   |          |
| Vol.2       | 2007年8月22日  | 第4話 - 第6話   |          |
| Vol.3       | 2007年9月26日  | 第7話 - 第9話   |          |
| Vol.4       | 2007年10月24日 | 第10話 - 第12話 |          |
| Vol.5       | 2007年11月21日 | 第13話 - 第15話 |          |
| Vol.6       | 2007年12月26日 | 第16話 - 第18話 |          |
| Vol.7       | 2008年1月23日  | 第19話 - 第21話 |          |
| Vol.8       | 2008年2月27日  | 第22話 - 第24話 |          |
| Vol.9       | 2008年3月26日  | 第25話 - 第26話 |          |
| Blu-ray BOX | 2015年2月25日  | 全26話          |          |
| 日本国外    |                |                 |          |

### CD
魔法少女リリカルなのはStrikerS サウンドステージ01「出張・機動六課!!〜緊急捜索任務in海鳴市〜」（2007年5月23日発売）
テレビアニメ第6話と第7話の中間の話。ロストロギアが海鳴市で発見され、機動六課の面々が海鳴市へ出張する話。新人達と海鳴市の人々との邂逅や、ティアナの焦りの芽生えなどを描く。
魔法少女リリカルなのはStrikerS サウンドステージ02「機動六課 家族の肖像」（2007年7月18日発売）
テレビアニメ第14話と第15話の中間の話。ヴィヴィオが保護され、機動六課で暮らすようになった後のある日の話。ヴィヴィオとなのは、エリオとキャロとフェイトの絆と今後の在り方などを描く。
魔法少女リリカルなのはStrikerS サウンドステージ03「蒼天の風、宵闇の炎」（2007年10月3日発売）
テレビアニメ第18話と第19話の中間の話。
魔法少女リリカルなのはStrikerS サウンドステージ04「青空」（2007年12月12日発売）
テレビアニメの物語終了後の話。

### 漫画
魔法少女リリカルなのはStrikerS THE COMICS
原作・都築真紀 画・長谷川光司。
「メガミマガジン」（学習研究社）2006年11月号（9月30日発売）より2008年2月号（2007年12月29日発売）まで連載。
『魔法少女リリカルなのはA's』最終話エピローグ終了直後から始まる公式ストーリー。
『A's』本編から6年後、15歳となったなのは達の現状や、スバルとティアナの出会いと訓練校時代などが描かれる。「A'sとStrikerSの間の空白を埋める」物語とされており、第7話の次回予告が『StrikerS』第1話になっている。
第8話から12話はアニメ本編の間の話となっており、エリオとキャロが互いに名前で呼び合うようになった時のことなどが描かれる。
第13、14話はアニメ本編終了後の話となり、機動六課の事件後、解散に向かってのエピソードが綴られている。
原作者曰く「読まなくても理解はできるようになっている」とのことだが、なのはの事故やスバルのウィングロードがインヒューレント魔法であることなど漫画版が初出の情報が多かったり、スバルとティアナ、エリオとキャロが親しくなる過程を描いているなど、『StrikerS』の物語において重要な位置づけにある。
単行本第1巻が2007年5月30日発売。第2巻（最終巻）が2008年3月28日発売。
その後、「メガミマガジン」（学習研究社）2009年9月号（7月30日発売）にて特別編が掲載され、『魔法少女リリカルなのは MOVIE 1st THE COMICS』第2巻の初回限定盤同梱の小冊子に収録されている。

### ファンブック
魔法少女リリカルなのはStrikerS オフィシャルファンBOOK
2008年4月1日発売

### 携帯ゲーム
ドワンゴが運営する携帯サイト・携帯ゲーム百選においてミニゲームが配信されている。現在配信されているのは以下の通り。
- 魔法少女リリカルなのはStrikerS デフレス
- 魔法少女リリカルなのはStrikerS BATTLE SCENE PUZZLE STARS
- 魔法少女リリカルなのはStrikerS BATTLE SCENE PUZZLE LIGHTNING

## イベント
リリカル☆パーティーIII
2007年4月1日に、従来の約3倍の規模（約7000人）である東京国際展示場の一部スペースを貸し切って開催。チケットは完売だった。

## 続編
続編として3年後を描いたCDドラマ『StrikerS サウンドステージX』が発表されている。